# Atenor
Atenor era una freguesia portuguesa del municipio de Miranda de Duero, distrito de Braganza.

## Historia
Su localidad es de carácter rural, y se sitúa en el extremo suroccidental del municipio de Miranda, a 28 km de su capital y limitando ya con los de Vimioso y Mogadouro. Está poblada de forma casi ininterrumpida desde la Edad del Cobre, como atestiguan los vestigios arqueológicos encontrados (pinturas rupestres en los abrigos de la Ribeira das Veigas y de la Ribeira de Valle de Palheiros, castro de Envideiros y poblado romano de Castrolouço). 
Fue suprimida el 28 de enero de 2013, en aplicación de una resolución de la Asamblea de la República portuguesa promulgada el 16 de enero de 2013 al unirse con la freguesia de Sendim, formando la nueva freguesia de Sendim e Atenor.

## Patrimonio
en su patrimonio histórico-artístico destaca, además, la iglesia de la aldea de Teixeira, con portal gótico y frescos en el interior.
Aquí se encuentra el Centro de Recuperación del Burro de Miranda, que trata de conservar esta especie autóctona de rasgos más oscuros.